# Anthony Dickerson
Anthony Charles Dickerson (Texas City, Texas, 1957. június 9. – Colorado Springs, Colorado, 2019. március 21.) amerikai amerikaifutball-játékos.

## Pályafutása
1978-ban a CLF-ben szerepelt. A Toronto Argonauts, majd a
Calgary Stampeders játékosa volt. 1980 és 1984 között az NFL-ben, a Dallas Cowboys együttesében játszott. 1985-ben a Buffalo Bills, 1986-ban a Miami Dolphins szerződtette, de tétmérkőzésen nem szerepelt egyik csapatban sem.